# Ramanka
Ramanka fou un estat tributari protegit de l'agència de Kathiawar, al prant de Gohelwar, presidència de Bombai. Tenia una superfície de 6 km² i una població el 1881 de 509 habitants. El formava un sol poble que tenien dos propietaris-tributaris separats. Els ingressos eren de 150 lliures i el tribut pagat era de 57 lliures al Gaikwar de Baroda i 1010 rupies al nawab de Junagarh. Els sobirans eren rajputs gohels.